# Jan van Almeloveen

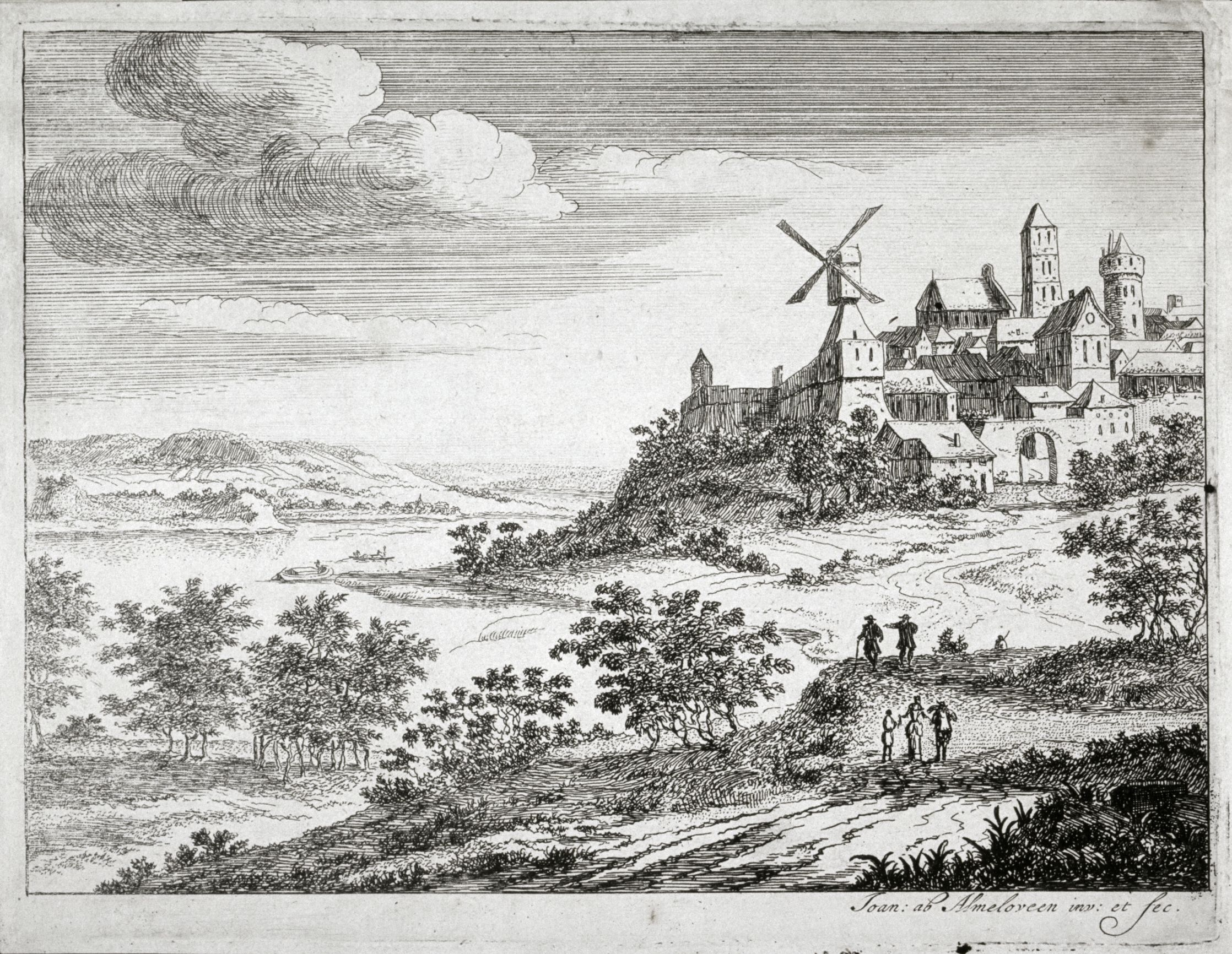
Paesaggio con un fiume e una città su un altopiano

Jan van Almeloveen (Mijdrecht, 1652 o 1614 – dopo il 1683) è stato un incisore e disegnatore olandese del secolo d'oro.

## Biografia
Era figlio di un predicatore di Mijdrecht, Johannes van Almeloveen.
Conosciamo la data e il luogo in cui nacque da un'iscrizione sul ritratto del padre eseguito a mezzatinta nel 1678.
In altri testi è riportata una diversa data di nascita, ad esempio secondo il van der Aa, Almeloveen sarebbe nato intorno al 1614, forse a Utrecht o a Gouda. Da notare come questo autore citi Mijdrecht come luogo di nascita di Theodorus Janssonius van Almeloveen, personaggio citato sempre a p. 58, e indichi come sua data di nascita il 27 luglio 1657, inoltre è riportato che era figlio di Johannes van Almeloveen, predicatore nello stesso luogo. Anche Hobbes riporta come anno di nascita il 1614, citando quest'artista come pittore, ma principalmente conosciuto come incisore.
Sono giunte fino a noi 37 incisioni di quest'autore, in gran parte paesaggi, alcune su proprio disegno. 20 di questi paesaggi sono stati eseguiti a partire da disegni od opere di Herman Saftleven II: 12 sono riproduzioni di villaggi olandesi, altri rappresentano le Quattro Stagioni.
Da un'annotazione su uno di questo paesaggi sappiamo che van Almeloveen stava lavorando a Francoforte sull'Oder l'8 agosto 1680, ma per la maggior parte del tempo tra il 1678 e il 1683 visse probabilmente ad Utrecht, dove eseguì l'ultima sua incisione conosciuta, facente parte di una serie di 6 paesaggi.
Secondo Ottley, quest'artista riuscì, soprattutto nelle incisioni dal Saftleven, a rendere lo stile del maestro alla cui opera si era rifatto, ma, benché buon incisore, fu inferiore nel disegno.
Per Nieuwenhuis, quest'artista meriterebbe proprio come Jan van Aken, forse sovrastimato, e le sue migliori incisioni sono quelle eseguite a partire da opere del Saftleven.

## Incisioni
- Paesaggio con un fiume e una città su un altopiano, Fine Art Museum, San Francisco
- Le Quattro Stagioni, set di 4 tavole, da Herman Saftleven II, 8 x 8 cm[6]
- Le Quattro Stagioni, set di 4 tavole, 11,3 x 11,3 cm[7], firmato H.S. Inven. et J. Almeloveen fec.[4]
- Veduta del Reno, 15,6 x 15,8 cm[8]
- Ritratto di Papa Clemente X e Gisbertus Voetius, firmato I.I. Almeloveen Inv. et fec.[4]
- Set di 6 paesaggi, da suoi disegni, firmato Joan. ab Almeloveen Inv. et fec.[4]
- Set di 10 paesaggi e vedute di fiumi, da suoi disegni, firmato Joan. ab Almeloveen Inv. et fec.[4]
- Set di 12 vedute di villaggi olandesi, da Herman Saftleven II, firmato H.S. Inv. et I. Almeloveen fec.[4]